# Закаменна
Зака́менна (рос. Закаменная) — село у складі Газімуро-Заводського району Забайкальського краю, Росія. Входить до складу Батаканського сільського поселення.

## Населення
Населення — 77 осіб (2010; 115 у 2002).
Національний склад (станом на 2002 рік):
- росіяни — 100 %